# HMS Belfast (C35)
L'HMS Belfast (C-35) és un creuer lleuger de la Royal Navy de la classe Town. Des de 1971 està ancorat al riu Tàmesi a Londres. En l'actualitat és un vaixell museu, dins de la xarxa de l'Imperial War Museum.
La construcció del Belfast, que rebé el nom de la capital d'Irlanda del Nord i un dels 10 creuers classe Town, s'inicià al desembre de 1936. Va ser botat el 17 de març de 1938, Dia de Sant Patrici. Comissionat a inicis d'agost de 1939, poc abans de l'esclat de la Segona Guerra Mundial, el Belfast va destinar-se inicialment al bloqueig britànic contra Alemanya. El novembre de 1939 topà amb una mina alemanya, i van caldre més de dos anys de reparacions exhaustives. Tornà a l'acció al novembre de 1942, amb una potència de foc, equipament de radar i blindatge millorat, de manera que era el més gran i potser més poderós creuer de la Royal Navy en aquells moments. El Belfast va ser enviat a escortar combois àrtics destinats a la Unió Soviètica durant 1943, i va tenir un paper important al desembre durant la batalla del Cap Nord. Al juny de 1944 el Belfast participà en l'operació Overlord, donant suport al desembarcament de Normandia. Al juny de 1945 va ser destinat a l'Extrem Orient per unir-se a la Flota britànica del Pacífic; va arribar-hi poc abans del final de la Segona Guerra Mundial. El Belfast tornà a entrar en acció entre 1950-52 durant la Guerra de Corea,i entre 1956 i 1959 va modernitzar-se extensivament. Abans d'entrar a la reserva el 1963 realitzà diverses missions.
Destinat a desballestar-se, el 1967 hom va fer esforços per conservar-lo com a vaixell museu. Es constituí un comitè conjunt de l'Imperial War Museum, el National Maritime Museum i el Ministeri de Defensa, i el juny de 1968 van concloure que la conservació era factible. El 1971 el govern decidí contra la conservació, i això va fer que es creés l'Associació HMS Belfast Trust, privada, per tal de conservar-lo. L'associació va tenir èxit, i el govern els transferí el vaixell al juliol de 1971. Portat a Londres, va ser ancorat al riu Tàmesi prop del Tower Bridge. Obert al públic a l'octubre de 1971, el Belfast esdevingué una branca de l'Imperial War Museum el 1978. Convertit en una popular atracció turística, rep uns 250.000 visitants anualment. Com a part d'un museu nacional i del National Historic Fleet, Core Collection, el Belfast és mantingut pel Departament de Cultura, Mitjans i Esport, pels ingressos de les entrades i per les activitats comercials del museu.

## Disseny

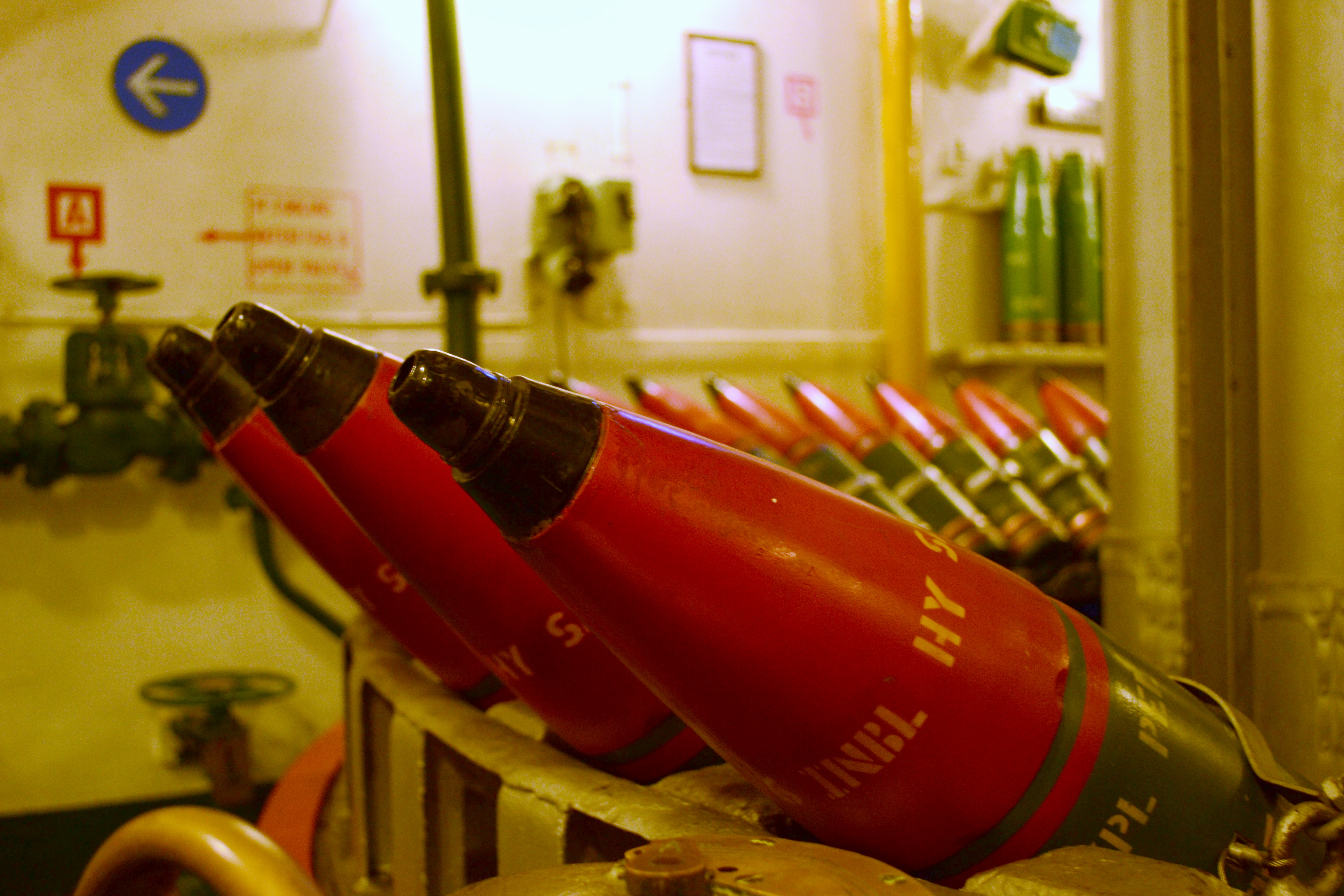
Projectils a la santabàrbara situada sota el nivell de l'aigua a la Torreta A del Belfast.

El Belfast és un creuer de la classe Town. Aquesta s'origina a inicis de la dècada de 1930 com a resposta de l'Almirallat als creuers classe Mogami de la Marina Imperial Japonesa, un creuer d'11.200 tones amb 15 canons de 6 polzades amb una velocitat punta de 35 nusos. Els requeriments de l'Almirallat especificaven un creuer de 9.000 tones, suficientment blindat per suportar un impacte directe de 8 polzades, capaç de navegar a 32 nusos i amb 12 canons de 6 polzades. El propòsit original incloïa 16 canons de 6 polzades muntats en torretes quàdruples, però una torreta quàdruple efectiva es demostrà impossible de fabricar, substituint-se per torretes triples. Els hidroavions permetrien que es patrullés una zona molt més àmplia, i la classe també seria capaç de la seva pròpia defensa antiaèria. El primer creuer de la classe Town, el HMS Southampton de 9.100 tones, va botar-se el 10 de març de 1936.
La construcció de l'HMS Belfast començà aquell mateix any, posant-se la quilla el 10 de desembre de 1936 a Harland and Wolff, Belfast. El seu cost esperat era de £2.141.514, dels quals els canons costaven £75.000 i els avions (dos Supermarine Walruses) £66.500. Va botar-se el Dia de Sant Patrici (17 de març) de 1938, batejat per Anne Chamberlain, muller del Primer Ministre Neville Chamberlain. En aquells moments la classe Town estava dividida en 3 subgrups: el Belfast i el seu germà, el HMS Edinburgh, formaren el grup final amb un desplaçament de 10.000 tones, el major desplaçament a causa del seu blindatge.

## Servei de preguerra
El Belfast salpà cap a Portsmouth el 3 d'agost de 1939, sent comissionat el 5 d'agost, menys d'un mes abans de l'esclat de la Segona Guerra Mundial. El seu primer capità va ser el capità G. A. Scott, amb una tripulació de 761 tripulants, i el seu primer destí va ser el Segon Esquadró de Creuers de la Home Fleet. El 14 d'agost, el Belfast participà en el primer exercici, l'operació Hipper, en la que interpretà un corsari de comerç alemany intentant endinsar-se a l'Atlàntic. Navegant pel Pentland Firth, el Belfast aconseguí evadir-se de la Home Fleet.

## Segona Guerra Mundial

### 1939 – 1942: captures, operacions de minat i reparacions
El 31 d'agost de 1939, el Belfast va ser transferit al 18è Esquadró de Creuers. Alemanya envaí Polònia l'endemà, i el 3 de setembre França i Gran Bretanya declararen la guerra a Alemanya. Ancorat a Scapa Flow, a les illes Orkney, el 18è Esquadró de Creuers era part de l'esforç britànic per imposar un bloqueig naval a Alemanya. L'1 d'octubre de 1939 el Belfast salpà de Scapa Flow per patrullar al mar del Nord, i el 9 d'octubre interceptà un transatlàntic alemany, el Cap Norte de 13.615 tones, a 50 milles al nord-oest de les illes Fèroe. Camuflat com un vaixell suec neutral, el SS Ancona, el Cap Norte intentava tornar a Alemanya des de Brasil; i entre els seus passatgers hi havia reservistes alemanys. Aquell mateix dia es capturaren dos vaixells més, i van ser enviats a Scapa Flow com a preses del Belfast. D'acord amb les lleis de botí de l'Almirallat, la tripulació del Belfast posteriorment rebria un premi monetari.

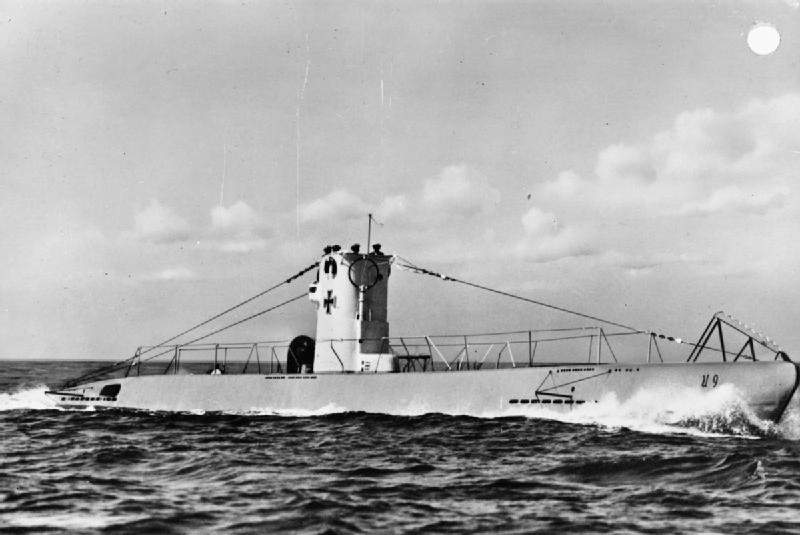
El U-9, un U-Boot tipus IIB, semblant l'U-21 que minà l'HMS Belfast.

El 10 de novembre, el Belfast va ser retirat de les patrulles del nord i reassignat al 2n Esquadró de Creuers. Aquest esquadró va formar-se com una força d'assalt independent ancorada a Rosyth. El 21 de novembre, el Belfast havia de prendre part en la primera sortida de la força. A les 10:58 topà amb una mina magnètica mentre que abandonava el Firth of Forth. La mina, abandonada pel submarí U-21 sota el comandament del Kapitänleutnant Fritz Frauenheim, trencà la quilla, destruint una de les sales de motors i de calderes, causant 20 ferits i 1 mort de la tripulació. El Belfast va ser remolcat cap a Rosyth per sotmetre's a les reparacions inicials.
Les primeres estimacions de danys del Belfast mostraren que, si bé la mina havia causat pocs danys al casc exterior, causant només un petit forat sota una de les sales de calderes, l'explosió havia causat molts danys, malmetent maquinària, deformant les cobertes i fent que la quilla s'inclinés 3 polzades. El 4 de gener de 1940, el Belfast va ser enviat a cura i manteniment, i la seva tripulació va ser redistribuïda per altres vaixells. El 28 de juny havia estat suficientment reparat per navegar fins a Devonport, on arribà el 30 de juny.
Durant les reparacions, es treballà en el reforç i reconstrucció del casc. El cinturó cuirassat va ser estès. El seu armament va ser millorat amb nous 'pom-pom' de dues lliures, i l'armament antiaeri millorà amb 18 canons Oerlikon de 20mm en 5 peces bessones i 8 de simples, substituint dos metralladores Vickers de 0,5 polzades quadrubles. El Belfast també rebé nous controls de foc per radar pels seus canons principals, secundaris i antiaeris. A causa de l'augment de pes, s'introduí una protuberància al casc per millorar l'estabilitat i donar-li força extra longitudinal. El Belfast tornà al servei actiu a Devonport el 3 de novembre de 1942, a les ordres del capità Frederick Parham. El seu desplaçament havia augmentat fins a les 11.550 tones, convertint-se en el major i potser més poderós creuer de la Royal Navy.

### 1942 – 1943: Tornada al servei, Combois àrtics i Batalla del Cap Nord
En el seu retorn a la Home Fleet, el Belfast passà a ser el vaixell insígnia del 10è Esquadró de Creuers, onejant l'estendard del contraalmirall Robert Burnett, qui anteriorment havia comandat les flotilles de destructors de la Home Fleet. Ara era responsable de la difícil tasca d'escortar els combois àrtics dirigits cap a la Unió Soviètica, operant des de Scapa Flow i des de bases a Islàndia.
El 26 de desembre de 1943, el Belfats participà en la batalla del Cap Nord. Aquesta batalla involucrà dos potents formacions de la Royal Navy: la primera, la Force One, formada pels creuers HMS Norfolk, HMS Sheffield i Belfast (el 10è Esquadró de Creuers), amb 3 destructors; i la segona, la Force Two, formada per cuirassat HMS Duke of York i el creuer HMS Jamaica amb quatre destructors. El 25 de desembre de 1943, el cuirassat de la Kriegsmarine Scharnhorst salpà d'un port al nord de Noruega per atacar el Comboi JW55B, que es dirigia a Rússia. L'endemà, la Force One va fer front al Scharnhorst, evitant que ataqués el comboi i obligant-lo a retirar-se a port després de ser danyat pels creuers britànics. Mentre que ho feia, va ser interceptat per la Force Two i enfonsat per les forces combinades. El Belfast va tenir un paper important en la batalla, car com a vaixell insígnia del 10è Esquadró de Creuers va ser dels primers a trobar-se el Scharnhorst i coordinà la defensa del comboi per part de l'esquadró. Després que el Scharnhorst se separés del comboi, l'almirall Burnett el seguí pel radar, fora de l'abast visual, permetent que fos interceptat pel Duke of York.

### 1944: ElTirpitzi el Dia-D
El 30 de març de 1944, el Belfast salpà com a part de l'operació Tungstè, un atac aeri llançat pel Braç Aeri de la Flota contra el cuirassat alemany Tirpitz. Ancorat a Altafjord, a la Noruega septentrional, el Tirpitz era el darrer gran vaixell alemany. L'atac va ser llaçat el 3 d'abril. 42 bombarders en picat Fairey Barracuda del HMS Victorious i del Furious van constituir la força principal, escortats per 80 caces. Els bombarders aconseguiren 14 dianes, immobilitzant el Tirpitz durant dos mesos, per només un Barracuda perdut.

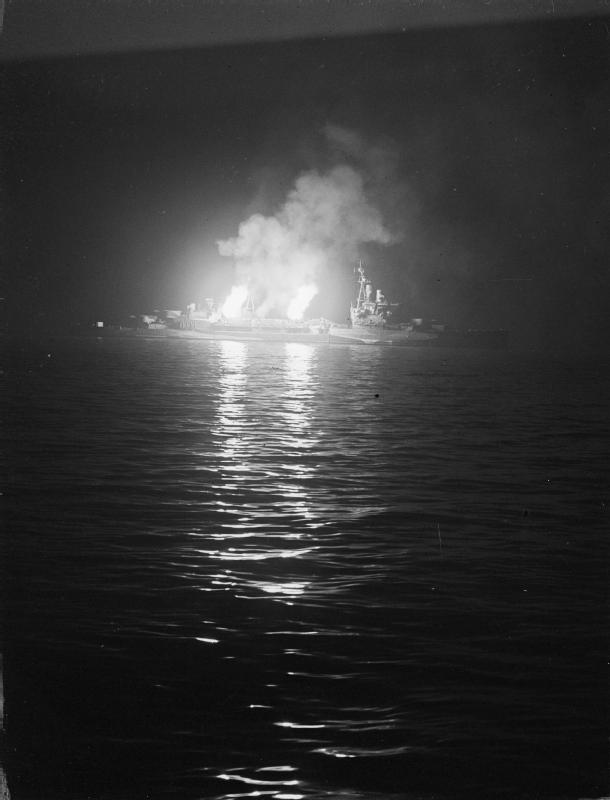
Els canons de 4 posades del Belfast bombardejant posicions alemanyes a Normandia durant la nit.

Per a la invasió de Normandia, el Belfast va servir de quarter general de la Força de Bombardeig E, onejant la insígnia del contraalmirall Frederick Dalrymple-Hamilton, destinat a donar suport als desembarcaments britànics i canadencs als sectors Gold i Juno. El 2 de juny, el Belfast abandonà el riu Clyde per dirigir-se a la seva zona de bombardeig. Aquell matí, el Primer Ministre Winston Churchill anuncià la seva intenció d'anar al mar amb la flota i veure la invasió des de l'HMS Belfast. Tant el Comandant Suprem Aliat, general Dwight D. Eisenhower, com el Primer Lord del Mar, almirall Sir Andrew Cunningham, s'oposaven a aquesta intenció; i no va ser sinó una intervenció del mateix Rei que evità el viatge de Churchill.
La invasió havia d'iniciar-se el 5 de juny, però el mal temps obligà a un retard de 24 hores. A les 05:30 del 6 de juny, el Belfast obrí foc sobre una bateria artillera a Ver-sur-Mer, eliminant els canons fins que el lloc va ser conquerit per la infanteria britànica del 7è batalló, Green Howards. El 12 de juny, el Belfast donà suport a les tropes canadenques que avançaven des de Juno i tornà a Portsmouth per carregar munició. Tornà dos dies després per continuar amb els bombardejos. La nit del 6 de juliol el Belfast va ser amenaçar per una E-boat alemanya. El Belfast disparà la darrera salva sobre aigües europees el 8 de juliol, juntament amb el monitor HMS Roberts i el cuirassat HMS Rodney, com a part de l'operació Charnwood. El 10 de juliol salpà cap a Scapa, car la lluita a França s'havia allunyat més enllà de l'abast dels seus canons. Durant les cinc setmanes que passa a Normandia, el Belfast disparà uns 1.996 projectils pels seus canons de 6 polzades.

### 1945: Servei a l'Extrem Orient
El 29 de juny de 1944 el capità Parham va ser rellevat com a capità de l'HMS Belfast pel capità R.M. Dick, i fins a l'abril de 1945, el Belfast va anar a preparar-se pel servei contra el Japó al Pacífic, millorant les seves instal·lacions per a les condicions tropicals, adaptant el seu armament antiaeri i el control de foc per tal de fer front els esperats atacs kamikazes dels avions japonesos. El 17 de juny de 1945, amb la guerra a Europa acabada, el Belfast salpà cap a l'Extrem orient via Gibraltar, Malta, Alexandria, Port Said, Aden, Colombo i Sydney. Quan arribà a Sydney el 7 d'agost, el Belfast va convertir-se en el vaixell insígnia del 2n Esquadró de Creuers de la Flota del Pacífic britànica. Mentre que es trobava a Sydney, el Belfast va tenir un nou reavituallament, suplementant el seu armament de curt abast amb 5 canons Bofors de 40mm. S'esperava que el Belfast havia d'unir-se a l'operació Caiguda, però va ser avortat per la rendició del Japó el 15 d'agost de 1945.

## Servei de postguerra 1945-50
Amb el final de la guerra, el Belfast continuà a l'Extrem Orient, dirigint diversos creuers a ports del Japó, Xina i Malàisia i tornant a Portsmouth el 20 d'agost de 1947. Allà passà a la reserva, i se li realitzà una posada a punt, en la qual s'obriren les seves turbines pel manteniment. Tornà al servei actiu el 22 de setembre de 1948 i, abans de tornar a l'Extrem Orient, visità Belfast el 20 d'octubre. L'endemà, 21 d'octubre de 1948, la companyia del vaixell marcà el Dia de Trafalgar amb una desfilada per la ciutat. L'endemà, el Belfast rebé una campana de vaixell, un regal de la ciutat de Belfast. El 23 d'octubre salpà cap a Hong Kong per unir-se a l'Estació de l'Extrem Orient de la Royal Navy, arribant a finals de desembre. El 1949, la situació política a la Xina era precària, amb la Guerra Civil Xinesa prop de la seva conclusió. Com a nau insígnia del 5è Esquadró de Creuers, el Belfast era el vaixell quarter general de l'Estació de l'Extrem Orient durant l'incident de l'Amethyst de l'abril de 1949, en la que una corbeta anglesa, la HMS Amethyst, va ser atrapada al riu Iang-Tsé per l'Exèrcit Popular d'Alliberament comunista. El Belfast seguí a Hong Kong durant 1949, salpant cap a Singapur el 18 de gener de 1950. Allà va tenir una breu posada a punt entre gener i març de 1950, i al juny s'uní al creuer d'estiu de la Flota de l'Extrem Orient. El 25 de juny de 1950, mentre que el Belfast es trobava a Hakodate (Japó), les forces nord-coreanes travessaren el paral·lel 38, començant la Guerra de Corea.

## Guerra de Corea 1950-52

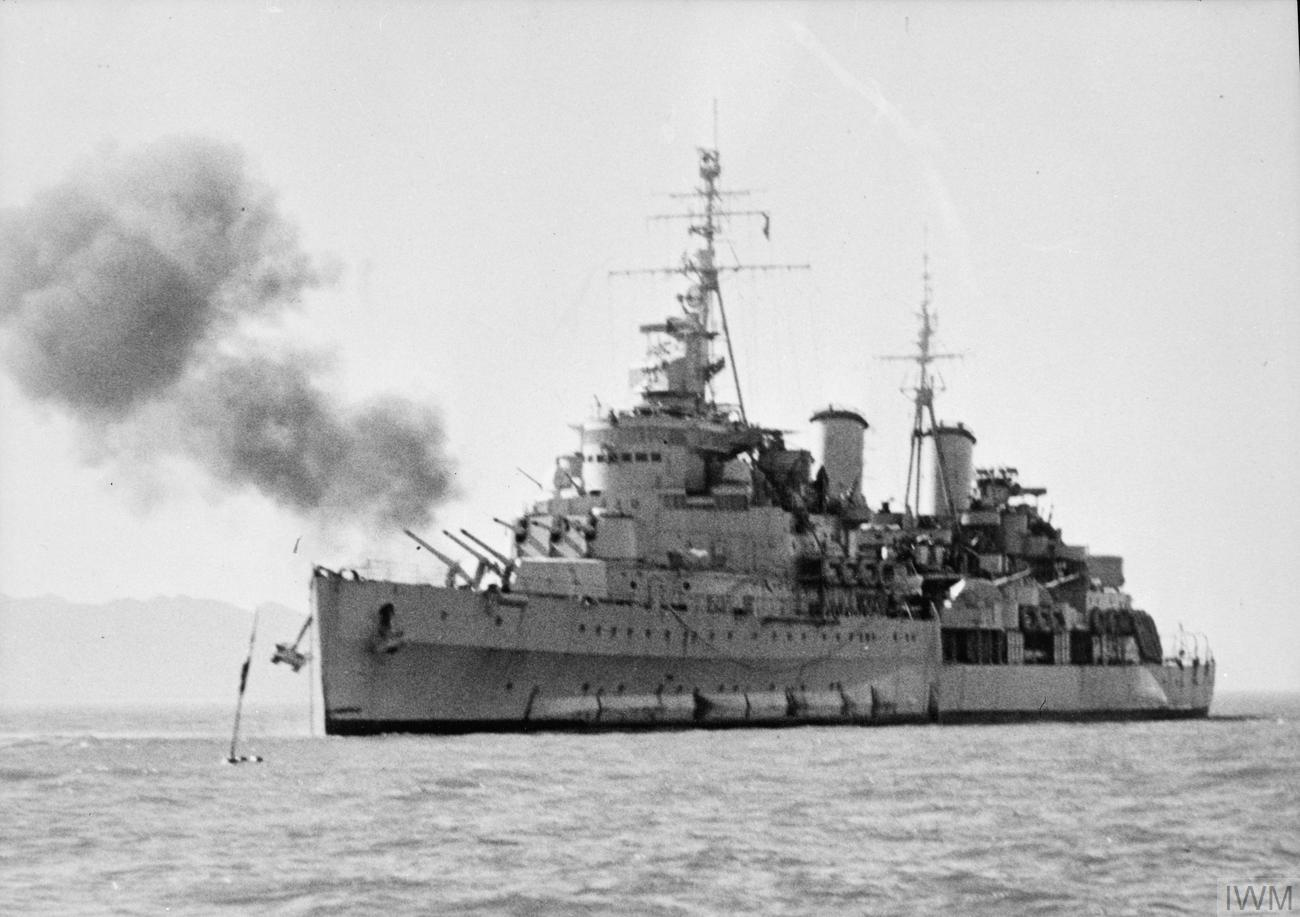
Març de 1951: el Belfast dispara una salva contra concentracions de tropes enemigues a la costa oest de Corea

Amb l'esclat de la Guerra de Corea, el Belfast passà a formar part de les forces navals de les Nacions Unides. Formant part de la Task Force 77, el Belfast va ser destacat per tal que operés independentment el 5 de juliol de 1950. Durant els mesos de juliol i agost realitzà patrulles costaneres i va ser estacionat a Sasebo, a la prefectura de Nagasaki (Japó). Des del 19 de juliol, el Belfast donà suport a les tropes que lluitaven a Yongdok, acompanyat pel USS Juneau. Aquell dia el Belfast disparà unes 350 salves des dels seus canosn de 6 polzades, sent lloat per un almirall americà per la seva destres. El 6 d'agost salpà de tornada al Regne Unit per ser comissionat, arribant a Sasebo el 31 de gener de 1951.
El 1951 el Belfast realitzà diverses patrulles costaneres i bombardejà diversos objectius. L'1 de juny arribà a Singapur per rebre subministraments, marxant de patrulla de nou el 31 d'agost. El setembre del 1951 el Belfast proveí cobertura antiaèria per recuperar un caça MiG-15 enemic abatut. Va realitzar diversos bombardeigs i patrulles més abans de rebre un mes de permís per abandonar les operacions, tornant a l'acció el 23 de desembre.
El 1952 el Belfast prosseguí les seves tasques de patrulla. El 29 de juliol de 1952 el Belfast va rebre l'impacte de foc enemic mentre que feia front a una bateria a l'illa Wolsa-ri. Un obus de 75mm danyà un compartiment de proa, matant un mariner britànic d'origen xinès i ferint-ne quatre més. Va ser l'única ocasió en què el Belfast va rebre foc enemic durant el seu servei a Corea. El 27 de setembre de 1952, el Belfast va ser rellevat per dos creuers classe Town, el HMS Birmingham i el HMS Newcastle. Havia navegat 80.000 milles en zona de combat i disparat més de 8.000 salves amb els seus canons de 6 polzades durant la Guerra de Corea. Arribà a Chatham el 4 de novembre de 1952 i entrà a la reserva a Devonport l'1 de desembre.

## Modernització i comissions finals, 1955-1963

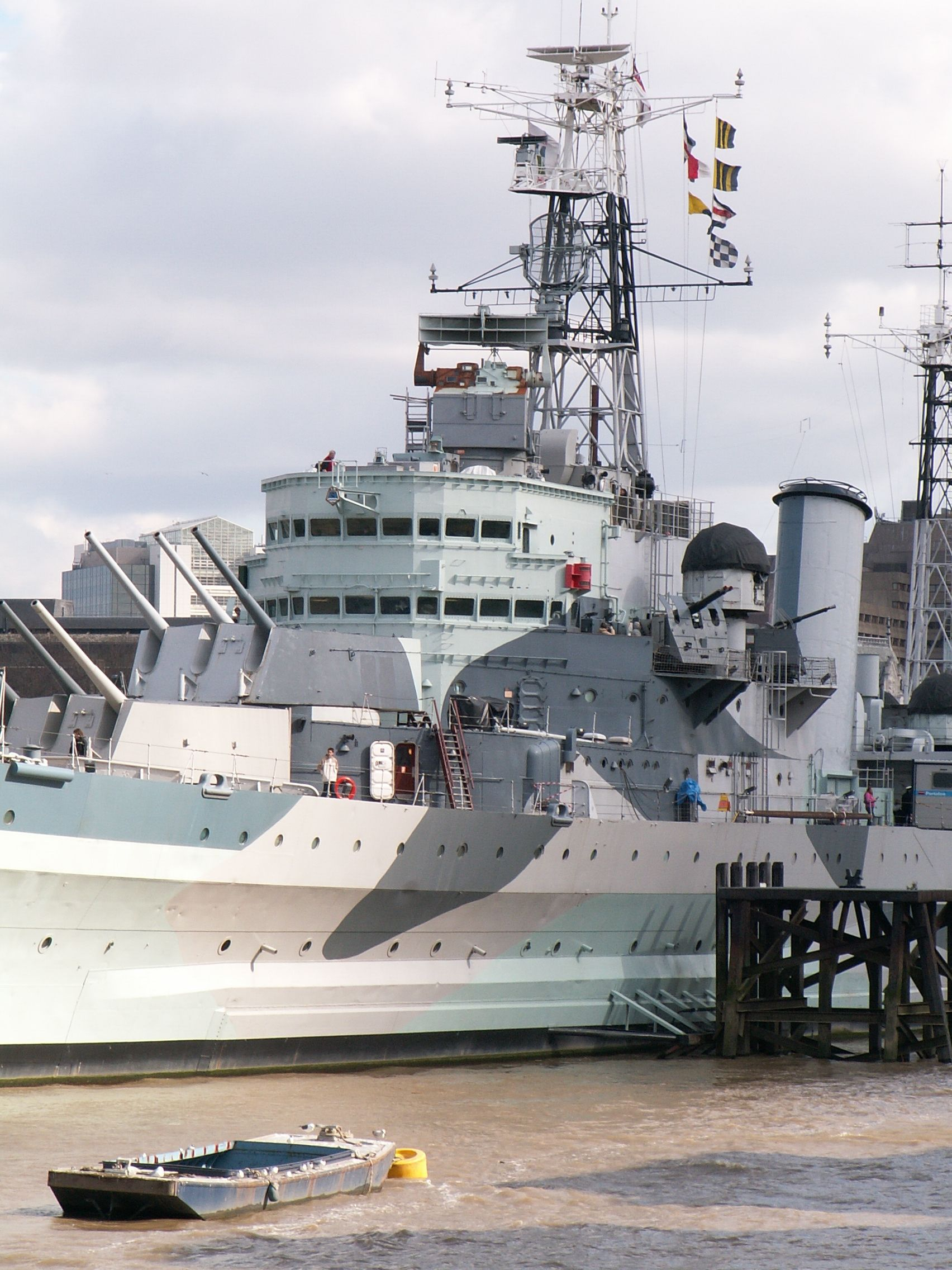
El Belfast després de la modernització, mostrant el nou pont, el pal i les metralladores Bofors

A la reserva, el futur del Belfast era incert: les retallades a defensa durant la postguerra van fer que els creuers fossin massa cars d'operar, i no va ser fins al març de 1955 quan es decidí modernitzar-lo. Els treballs s'iniciaren el 6 de gener de 1956. Els canvis incloïen estandarditzar l'armament de curt abast amb sis canons Bofors, substituint els canons de 4 polzades amb armament més modern, retirant els seus tubs llançatorpedes i protegint parts claus del vaixell contra atacs nuclears, químics o biològics. Aquesta darrera consideració significà tancar el pont, creant dues estructures pentagonals que alteraren radicalment la seva aparença. El seu control de foc i els apartaments de la tripulació també es milloraren, els pals de 3 potes se substituïren, i la coberta de fusta se substituí per una metàl·lica. El Belfast va tornar a ser comissionat a Devonport el 12 de maig de 1959.
El Belfast arribà a Singapur el 16 de desembre de 1959, passant la major part de 1960 al mar realitzant exercicis, recalant a ports de Hong Kong, Borneo, Índia, Ceilan, Austràlia, les Filipines i Japó. El 31 de gener de 1961 el Belfast tornà a ser comissionat, sota el comandament del capità Morgan Morgan-Giles. En la seva darrera comissió a l'estranger el Belfast participà en diverses maniobres a l'extrem orient, i el 1961 va ser la guàrdia d'honor britànica a la cerimònia d'independència de Tanganyika a Dar es Salaam.
El Belfast abandonà Singapur el 26 de març de 1962 dirigint-se al Regne Unit, navegant via Guam i Pearl Harbor, San Francisco, Seattle, la Colúmbia Britànica, Panamà i Trinidad. Arribà a Portsmouth el 19 de juny de 1962. Entre el 23 i el 29 de novembre realitzà una darrera visita a Belfast, abans de passar a la reserva el 25 de febrer de 1963. El juliol del 1963 tornà a ser comissionat per darrer cop, amb una tripulació de la Royal Naval Reserve i diversos membres del cos de Cadets Marins, onejant la insígnia de l'almirall comandant de la reserva, el contraalmirall Hugh Martell. El Belfast salpà cap a Gibraltar en companyia de 16 dragamines per a unes maniobres de dues setmanes a la Mediterrània el 10 d'agost.

## Reserva, decomissió i esforços de preservació 1963-1971
El Belfast tornà a Devonport el 24 d'agost de 1963, passant a la reserva. Entre maig de 1966 i 1970 va ser un vaixell d'allotjament, ancorat a Fareham Creek, per la Divisió de Reserva de Portsmouth. Mentre que es trobava allà, l'Imperial War Museum, el museu nacional britànic sobre els conflictes del segle xx, es mostrà interessat a conservar una torreta de 6 polzades. La torreta representaria una sèrie de creuers (que llavors estaven desapareixent del servei) i complementarien la parella de canons navals de 15 polzades que ja tenia el museu. El 14 d'abril de 1967 la direcció del museu visità el HMS Gambia, un creuer classe Crown Colony que també es trobava ancorat a Fareham Creek. Després de la visità es comentà la possibilitat de conservat tot un vaixell. El Gambia es trobava molt deteriorat, així que es fixaren en la possibilitat de conservar el Belfast. S'establí un comitè conjunt format per l'Imperial War Museum, el National Maritime Museum i el Ministeri de Defensa, que al juny de 1968 comentaren que era una qüestió pràctica i econòmica. Però a inicis de 1971, el Tresorer General del govern decidí contra la preservació; i el 4 de maig de 1971 el Belfast passà a situació de "reduït a disposició" a l'espera del desballestament.

## Associació HMSBelfast1971-1977
Després de la negativa del govern, es fundà una associació privada per fer campanya pro-preservació del vaixell. Es creà la HMS Belfast Trust, presidit pel Contraalmirall Sir Morgan Morgan-Giles, capità del Belfast entre gener de 1961 i juliol de 1962. Com a parlamentari per Winchester, Morgan-Giles es dirigí a la Cambra dels Comuns el 8 de març de 1971. Va descriure el Belfast com que estava en un meravellós estat de conservació i que conservar-lo per la nació representava un "cas d'agafar la darrera oportunitat". Entre els parlamentaris que parlaren en suport de Morgan-Giles estava Gordon Bagier, parlamentari per Sunderland South, que serví com a artiller dels Royal Marines a bord del Belfast i que va estar present en l'enfonsament del Scharnhorst i als desembarcaments de Normandia. Pel govern parlà el sots-secretari de la Marina, Peter Michael Kirk, qui afirmà que el Belfast era un dels vaixells més històrics que tenia la Marina en els seus darrers 20 anys, però que no podia evitar la retirada de l'equip del vaixell, car ja estava massa avançat com per aturar-ho. Malgrat això, estaria d'acord en posposar qualsevol decisió sobre desballestar el Belfast fins que l'Associació pogués presentar una proposta formal.
Seguint els esforços de l'Associació, el govern acordà lliurar-los el Belfast al juliol de 1971, amb el vicealmirall Sir Donald Gibson com a primer director. A una conferència de premsa a l'agost l'Associació anuncià l'operació "Cavall Marí", el pla per portar el Belfast a Londres. Va set traslladat des de Portsmouth a Londres per Tilbury, on va ser disposat com a museu. El 21 d'octubre de 1971, Dia de Trafalgar, va ser obert al públic. La data no era casual, car el Belfast va ser el primer vaixell salvat per la Nació des del HMS Victory, el vaixell insígnia de Lord Nelson a la batalla de Trafalgar. Tot i que ja no formava part de la Royal Navy, l'HMS Belfast va rebre una dispensa especial per seguir onejant la White Ensign.

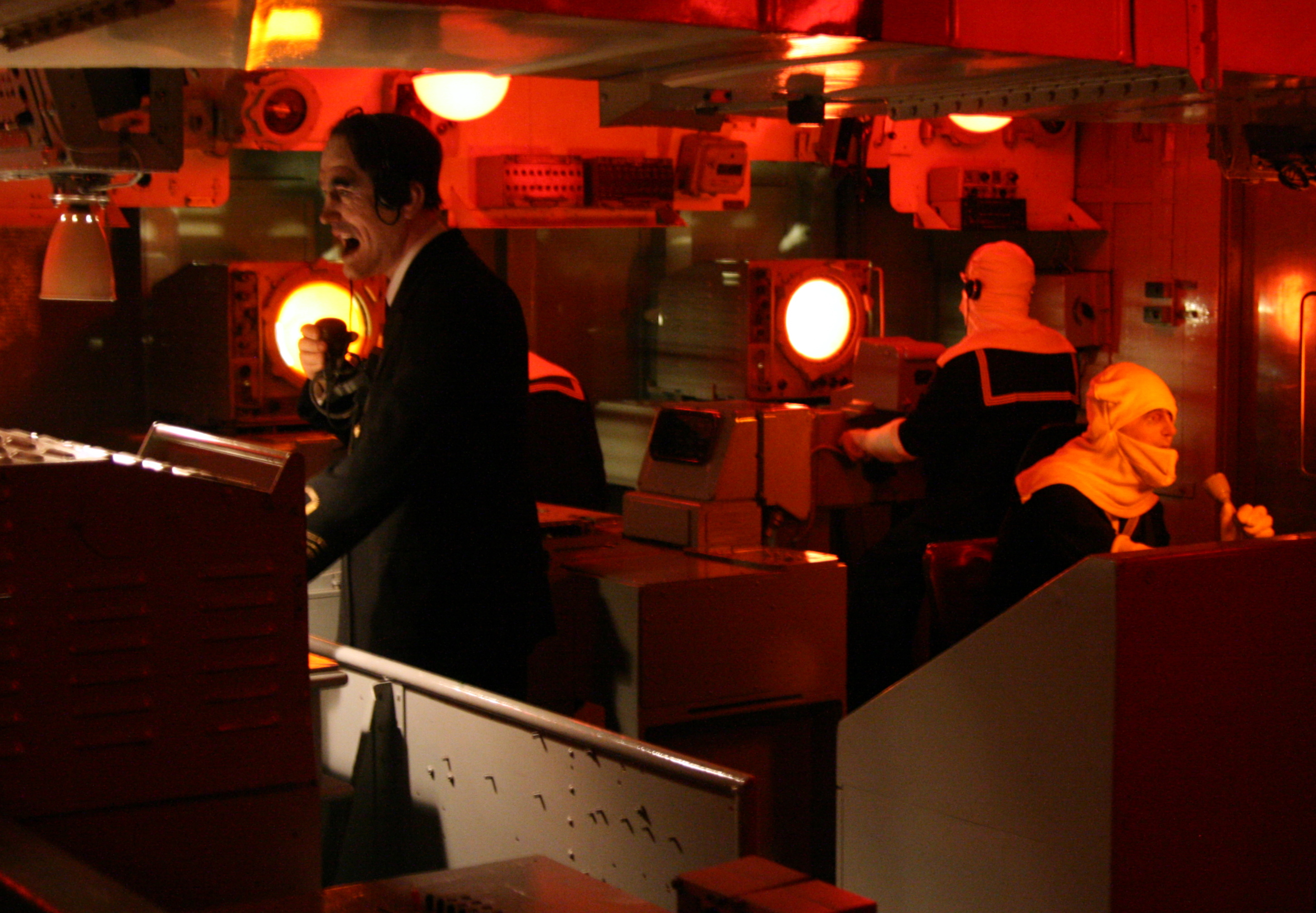
La Sala d'Operacions del HMS Belfast

Ara un museu, l'obertura del vaixell va ser ben acollida: el 1972 l'Associació HMS Belfast va guanyar el trofeu "Come to Britain" de l'Oficina de Turisme Britànica. Els ajuts per la restauració del vaixell van arribar de particulars, de la mateixa Royal Navy, així com d'empreses. El 1974, zones incloent el pont de l'Almirall i les sales de calderes i motors anteriors van ser restaurades. Aquell any també es va realitzar una remodelació de la Sala d'Operacions per un equipament del HMS Vernon, i el retorn de sis canons bessons Bofors, juntament amb els seus directors de foc. Al desembre de 1975 el Belfast ja havia rebut 1.500.000 visitants. El 1976 el Belfast va ser reafiliat amb els successors dels Fusellers Reials de l'Úlster de l'Exèrcit britànic, els Exploradors Reials Irlandesos; i aquell mateix any, la Royal Naval Amateur Radio Society restaurà l'Oficina de Ràdio del Pont llesta per funcionar.

## Imperial War Museum, 1978-actualitat
Pel 1977 la situació financera de la HMS Belfast Trust havia esdevingut marginal, i l'Imperial War Museum demanà permís per transformar-lo en un museu. El 19 de gener de 1978, la Secretària d'Estat per Educació i Ciència Shirley Williams acceptà la proposta senyalant que l'HMS Belfast és una demostració única d'una important fase de la nostra història i tecnologia. El vaixell passà a mans del museu l'1 de març de 1978 i esdevingué la tercera branca de l'Imperial War Museum, car l'aeròdrom de Duxford havia estat adquirit el 1976. A l'octubre de 1998 es formà la HMS Belfast Association, per tal de reunir els antics membres de la tripulació del vaixell. L'arxiu sonor del museu també busca entrevistes amb els antics tripulants.

### Preservació
Des que va ser portat a Londres, el Belfast ha estat en dues ocasions al dic sec com a part de la preservació. El 1982 va ser portat a Tilbury, i al juny del 1999 a Portsmouth. Aquesta era la primera vegada que tornava al mar en 28 any i necessità un certificat de bon estat per la navegació. Mentre que estava a port se li netejà tot el casc, se'l sorrejà i va ser pintat; i les planxes del casc van ser repassades mitjançant ultrasons. No s'espera que hagi de tornar al dic sec fins al 2020. Mentre que estava a Portsmouth es retardà pel mal temps i arribà tard, car estava previst que arribés el 6 de juny de 1999, el 55è aniversari dels Desembarcaments de Normandia. Després del treball de manteniment, el Belfast va ser repintat en un esquema de camuflatge conegut com a "Admiralty Disruptive Camouflage Type 25", que és el que va portar entre novembre de 1942 i juliol de 1944. Això ha estat objectat, car el conflicte anacrònic entre el seu camuflatge, que és el que portà durant la major part del seu servei durant la II Guerra Mundial, i la seva configuració actual, que és el resultat d'un extens treball de reforma entre gener de 1956 i maig de 1959. Amb la creació del Comitè de Vaixells Històrics Nacionals del Departament de Cultura, Mitjans i Esports el 2006, el Belfast va ser citat com a part de la National Historic Fleet, Core Collection.
El 9 de maig del 2010 se celebrà a bord del Belfast el 65è aniversari del final de la guerra a Europa. Veterans dels combois àrtics van ser condecorats per l'ambaixador rus Iuri Fedotov. Durant la cerimònia s'anuncià que, com a part de la restauració del vaixell, s'havien fabricat dos pals nous a les drassanes de Severnaia Verf, prop de Sant Petersburg. La fabricació dels pals, per substituir els originals malmesos, va ser parcialment finançada per empresaris russos, amb un cost de £500,000. La restauració dels pals va incloure retirar guarnicions d'ambdós pals, permetent que fossin restaurats individualment. Els antics pals van ser tallats en porcions, els nous pals van ser erigits i les guarnicions van ser substituïdes. El 19 d'octubre de 2010 els nous pals van ser dedicats en una cerimònia a la que assistiren veterans de l'HMS Belfast, pel Duc d'Edimburg i membres de l'ambaixada de Rússia.

### Interpretació

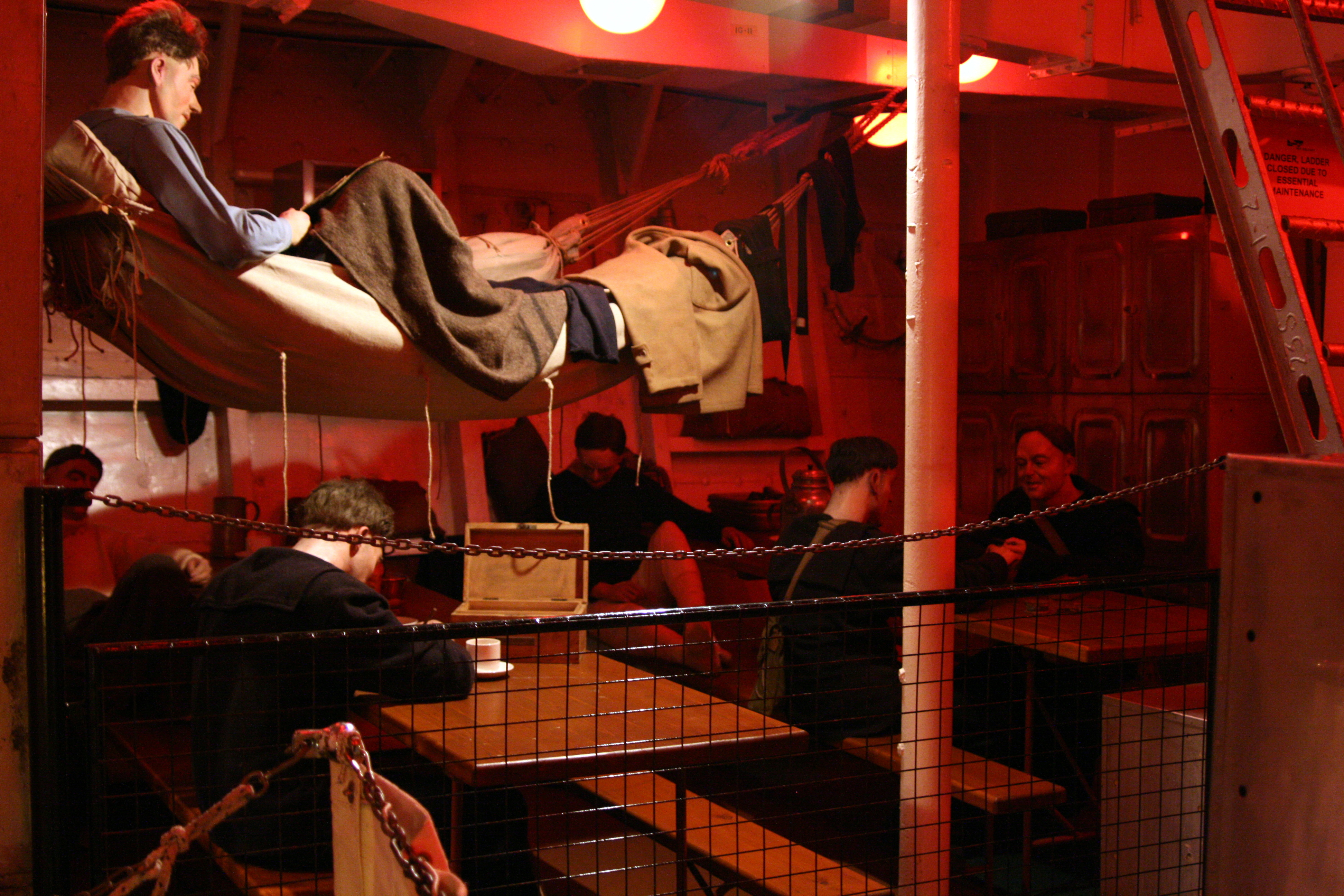
Sales de la tripulació en un departament de proa.

Quan el Belfast s'obrí al públic, els visitants estaven restringits a les cobertes superiors i a la superestructura de proa. El 2011 s'obriren 9 cobertes més al públic. L'accés al vaixell és mitjançant una passarel·la que connecta l'alcàsser amb el carrer a la riba sud del Tàmesi. La guia de l'Imperial War Museum pel Belfast divideix la nau en 3 seccions. La primera 'Life on board the ship' ("La vida a bord del vaixell") se centra en l'experiència de servir al mar. Compartiments restaurats, alguns amb maniquins, il·lustren les condicions de vida de la tripulació a bord i les diverses instal·lacions com la infermeria, la cuina, la bugaderia, la capella i la NAAFI. Des del 2002 les escoles i grups de joves poden passar la nit a bord del Belfast, dormint a les lliteres a una cambra de la dècada de 1950 restaurada. La segona secció, 'The inner workings' ("Els treballs interiors"), sota la línia de flotació i protegida pel cinturó blindat del vaixell, conté el nucli dels sistemes mecànics, elèctrics i de comunicació. Així com les màquines i les sales de calderes, d'altres compartiments inclouen l'estació de transmissió (on està la Taula de Control de Foc de l'Almirallat, un ordinador mecànic), la posició de control del vaixell de proa i una de les santabàrbares de 6 polzades. La tercera secció 'Action stations' ("Estacions d'Acció"), inclou la coberta superior i la superestructura de proa amb les instal·lacions de l'armament, el control d'incendis i comandament. Les zones obertes al públic inclouen la sala d'operacions, el pont de l'Almirall i la plataforma de direcció dels canons. Durant el 2011 dues d'aquestes zones van ser reinterpretades. La sala d'operacions va ser restaurada tal com estava durant l'exercici Pony Express, unes grans maniobres britàniques-australianes-americanes realitzades a Borneo el 1961. La reinterpretació inclou un audiovisual interactiu.  El juliol del 2011 l'interior de la Torreta Y, la torreta de 6 polsades situada més a popa, va ser exhibida amb efectes atmosfèrics i audiovisuals, buscant evocar l'experìencia d'un aritller durant la batalla del Cap Nord. Per posar èmfasi a l'abast de l'armament del vaixell, els canons de 6 polzades de les torretes A i B apunten al London Gateway service area a l'autopista M1, a unes 12,5 milles de distància. Un canó muntat de 4 polzades i un polipast es mantenen en bon estat de funcionament i es fan servir durant les demostracions de tir al blanc del grup de recreació de la Marina. A més de les diverses àrees del vaixell obertes als visitants, alguns compartiments han estat habilitats com a sales d'exposicions. Les exhibicions permanents inclouen 'HMS Belfast in War and Peace' ("El 'Belfast' en Guerra i Pau") i 'Life at Sea' ("Vida al Mar")., L'entrada al HMS Belfast inclou una audio-guia en diversos idiomes, i el museu també té una visita virtual. 
L'HMS Belfast és també la seu del Cos de Cadets del Mar de la ciutat de Londres.

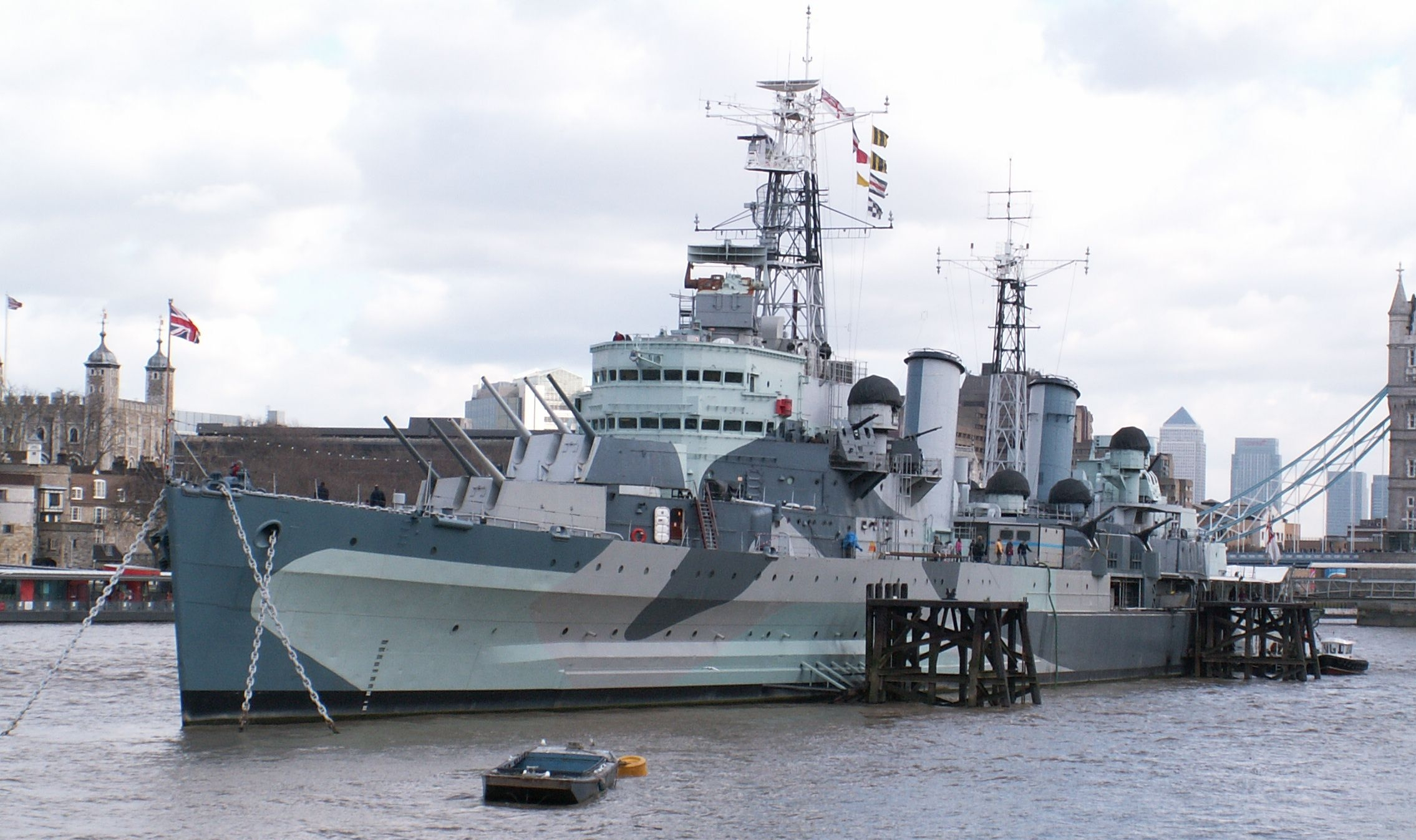
HMS Belfast en l'actualitat
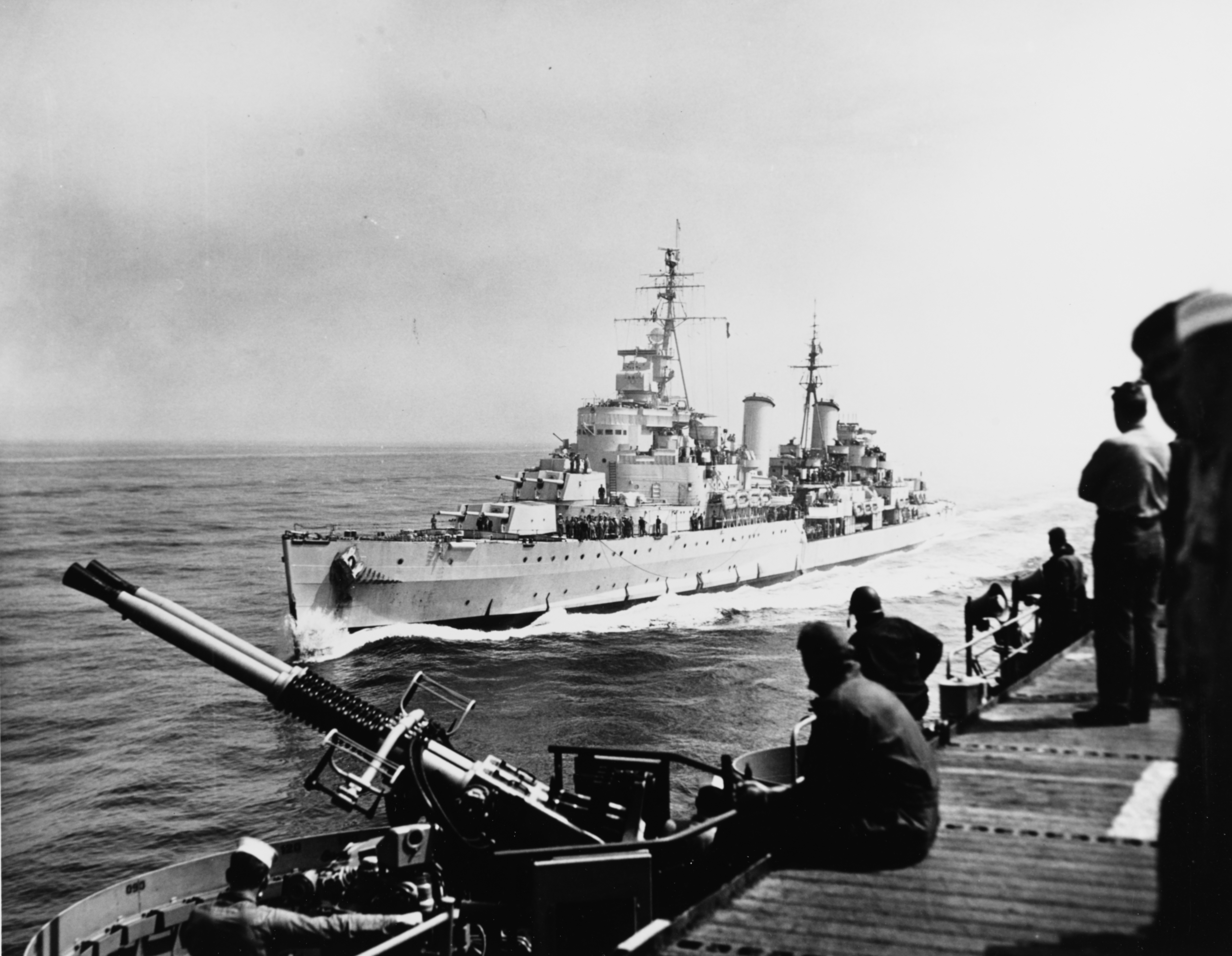
HMS Belfast prop de la costa coreana el 27 de maig de 1952